# Divij Sharan
Divij Sharan (* 2. März 1986 in Neu-Delhi) ist ein indischer Tennisspieler.

## Karriere
Divij Sharan feierte als Doppelspezialist bisher auf der zweitklassigen Challenger Tour Erfolge. So gewann er im Doppel bislang 16 Titel. Auf der ATP World Tour zog er 2013 in Newport an der Seite von Ivo Karlović ins Halbfinale ein. Kurz darauf erreichte er mit Purav Raja das Finale von Bogotá, wo sie Édouard Roger-Vasselin und Igor Sijsling mit 7:64 und 7:62 besiegten. Bei Grand-Slam-Turnieren erreichte er bei allen Turnieren wenigstens einmal das Achtelfinale, während ihm in Wimbledon 2018 der Einzug ins Viertelfinale gelang. Seine höchste Einzelplatzierung in der Weltrangliste erreichte er am 30. Juli 2007 mit Position 438. Im Doppel erreichte er Rang 36 im Juli 2018.
Divij Sharan debütierte 2012 für die indische Davis-Cup-Mannschaft. An der Seite von Vishnu Vardhan gewann er gegen Neuseeland zugleich seine erste Partie für Indien.

## Erfolge
| Legende (Anzahl der Siege)  |
| Grand Slam                  |
| ATP World Tour Finals       |
| ATP World Tour Masters 1000 |
| ATP World Tour 500          |
| ATP World Tour 250 (5)      |
| ATP Challenger Tour (19)    |

| ATP-Titel nach Belag |
| Hartplatz (5)        |
| Sand (0)             |
| Rasen (0)            |

### Doppel

#### Turniersiege

##### ATP World Tour
| Nr. | Datum              | Turnier        | Belag         | Partner       | Finalgegner                          | Ergebnis         |
| --- | ------------------ | -------------- | ------------- | ------------- | ------------------------------------ | ---------------- |
| 1.  | 21. Juli 2013      | Bogotá         | Hartplatz     | Purav Raja    | Édouard Roger-Vasselin Igor Sijsling | 7:64, 7:63       |
| 2.  | 13. August 2016    | Los Cabos      | Hartplatz     | Purav Raja    | Jonathan Erlich Ken Skupski          | 7:64, 7:63       |
| 3.  | 22. Oktober 2017   | Antwerpen      | Hartplatz (i) | Scott Lipsky  | Santiago González Julio Peralta      | 6:4, 2:6, [10:5] |
| 4.  | 5. Januar 2019     | Pune           | Hartplatz     | Rohan Bopanna | Luke Bambridge Jonny O’Mara          | 6:3, 6:4         |
| 5.  | 22. September 2019 | St. Petersburg | Hartplatz (i) | Igor Zelenay  | Matteo Berrettini Simone Bolelli     | 6:3, 3:6, [10:8] |

##### ATP Challenger Tour
| Nr. | Datum              | Turnier    | Belag         | Partner                 | Finalgegner                                | Ergebnis           |
| --- | ------------------ | ---------- | ------------- | ----------------------- | ------------------------------------------ | ------------------ |
| 1.  | 18. September 2011 | Ningbo     | Hartplatz     | Karan Rastogi           | Jan Hernych Jürgen Zopp                    | 3:6, 7:63, [13:11] |
| 2.  | 13. Mai 2012       | Busan      | Hartplatz     | Yuki Bhambri            | Hsieh Cheng-peng Lee Hsin-han              | 1:6, 6:1, [10:5]   |
| 3.  | 2. September 2012  | Bangkok    | Hartplatz     | Vishnu Vardhan          | Lee Hsin-han Peng Hsien-yin                | 6:3, 6:4           |
| 4.  | 10. März 2013      | Kyōto (1)  | Teppich (i)   | Purav Raja              | Chris Guccione Matt Reid                   | 6:4, 7:5           |
| 5.  | 8. März 2014       | Kyōto (2)  | Teppich (i)   | Purav Raja              | Sanchai Ratiwatana Michael Venus           | 5:7, 7:63, [10:4]  |
| 6.  | 7. September 2014  | Shanghai   | Hartplatz     | Yuki Bhambri            | Somdev Devvarman Sanam Singh               | 7:62, 6:74, [10:8] |
| 7.  | 25. Juli 2015      | Recanati   | Hartplatz     | Ken Skupski             | Ilija Bozoljac Flavio Cipolla              | 4:6, 7:63, [10:6]  |
| 8.  | 26. September 2015 | Izmir      | Hartplatz     | Saketh Myneni           | Malek Jaziri Denys Moltschanow             | 7:65, 4:6 aufgg.   |
| 9.  | 5. Juni 2016       | Manchester | Rasen         | Purav Raja              | Ken Skupski Neal Skupski                   | 6:3, 3:6, [11:9]   |
| 10. | 10. Juni 2016      | Surbiton   | Rasen         | Purav Raja              | Ken Skupski Neal Skupski                   | 6:4, 7:63          |
| 11. | 30. Juli 2016      | Segovia    | Hartplatz     | Purav Raja              | Joaquín Muñoz Hernández Akira Santillan    | 6:3, 4:6, [10:8]   |
| 12. | 29. Oktober 2016   | Pune       | Hartplatz     | Purav Raja              | Luca Margaroli Hugo Nys                    | 3:6, 6:3, [11:9]   |
| 13. | 21. Mai 2017       | Bordeaux   | Sand          | Purav Raja              | Santiago González Artem Sitak              | 6:4, 6:4           |
| 14. | 24. November 2017  | Bangalore  | Hartplatz     | Michail Jelgin          | Ivan Sabanov Matej Sabanov                 | 6:3, 6:0           |
| 15. | 12. Januar 2018    | Canberra   | Hartplatz     | Jonathan Erlich         | Hans Podlipnik-Castillo Andrej Wassileuski | 7:61, 6:2          |
| 16. | 7. September 2019  | Jinan      | Hartplatz     | Matthew Ebden           | Nam Ji-sung Song Min-kyu                   | 7:64, 5:7, [10:3]  |
| 17. | 17. September 2022 | Istanbul   | Hartplatz     | Purav Raja              | Arjun Kadhe Fernando Romboli               | 6:4, 3:6, [10:8]   |
| 18. | 19. November 2022  | Helsinki   | Hartplatz (i) | Purav Raja              | Reese Stalder Petros Tsitsipas             | 6:75, 6:3, [10:8]  |
| 19. | 7. Oktober 2023    | Alicante   | Hartplatz     | Niki Kaliyanda Poonacha | Jeevan Nedunchezhiyan John-Patrick Smith   | 6:4, 3:6, [10:7]   |

#### Finalteilnahmen
| Nr. | Datum          | Turnier | Belag     | Partner           | Finalgegner                         | Ergebnis |
| --- | -------------- | ------- | --------- | ----------------- | ----------------------------------- | -------- |
| 1.  | 8. Januar 2017 | Chennai | Hartplatz | Purav Raja        | Rohan Bopanna Jeevan Nedunchezhiyan | 3:6, 4:6 |
| 2.  | 5. Mai 2019    | München | Sand      | Marcelo Demoliner | Frederik Nielsen Tim Pütz           | 4:6, 2:6 |

## Persönliches
Divij Sharan heiratete am 19. Juli 2019 in Manchester und am 23. November 2019 in Neu-Delhi die britische Tennisspielerin Samantha Murray.